# Mellin (Familienname)
Mellin ist der Familienname folgender Personen:
- Albert Mellin (1901–1945), preußischer Verwaltungsjurist und Landrat
- Carl Albert Ferdinand Mellin (1780–1855), Bürgermeister von Halle (Saale)
- Carl J. Mellin (1851–1924), schwedisch-amerikanischer Ingenieur und Erfinder
- Christoph Jakob Mellin (1744–1817), Stadt- und Medizinalrat in Kempten sowie Buchautor
- Georg Bernhard Petrus von Mellin (1704–1785), preußischer Generalmajor
- Georg Samuel Albert Mellin (1755–1825), deutscher Philosoph
- Gustav Mellin (1826–1884), deutscher Eisenbahnbaumeister und preußischer Baubeamter
- Friedrich Albert Immanuel Mellin (1796–1859), deutscher Architekt, Generalbaudirektor von Magdeburg
- Henning Christian von Mellin (1702–1769), preußischer Oberst
- Hjalmar Mellin (1854–1933), finnischer Mathematiker
- Jochen Mellin (1940–2009), deutscher Fotojournalist und Autor
- Jürgen Mellin (1633–1713), schwedischer Feldmarschall und Generalgouverneur von Bremen, Verden und Schwedisch-Pommern
- Karl Albert Friedrich Mellin († 1932), deutscher Architekt und preußischer Baubeamter
- Ludwig August Mellin (1754–1835), deutschbaltischer Politiker und Kartograph
- Max Mellin (1904–1977), deutscher Filmarchitekt
- Ursula Mellin (* 1938), deutsche Schauspielerin und Synchronsprecherin